# Nguyễn Đức Dinh
Nguyễn Đức Dinh là một sĩ quan cao cấp của Quân đội nhân dân Việt Nam, hàm Thiếu tướng, hiện là Chính ủy Binh chủng Tăng - Thiết giáp.